# Mysidacea
I Mysidacea sono un gruppo di crostacei appartenenti al superordine Peracarida della classe Malacostraca, e comprendono gli ordini Lophogastrida, Mysida e l'estinto Pygocephalomorpha. Nonostante le somiglianze, questi 3 ordini non si sono dimostrati così strettamente correlati e questo taxon non è più usato nella tassonomia contemporanea.
Vivono in acque sia dolci che marine e possono essere trovati anche in grotte sotterranee. Sono tra i costituenti più importanti del plancton marino.

## Ordini
- Lophogastrida
- Mysida
- Pygocephalomorpha†